# Saint Seiya – Die Krieger des Zodiac: Die Legende des goldenen Apfels
Saint Seiya – Die Krieger des Zodiac: Die Legende des goldenen Apfels (japanisch 聖闘士星矢 邪神エリス Saint Seiya: Jashin Eris) ist der erste Kinofilm zur Manga- und Animeserie Saint Seiya aus dem Jahr 1987.

## Inhalt
Eines Tages fällt ein Meteorit mit einem goldenen Apfel auf die Erde. Die Lehrerin Eli beobachtet dieses Ereignis gemeinsam mit dem Heiligen Krieger Cygnus Hyoga. In dem Metroid befindet sich Eris, Göttin der Zwietracht und Erzfeindin der Athena. Sie benutzt das Mädchen als Wirt und will die Welt beherrschen. Eris paralysiert Saori Kido, die Inkarnation der Athena, mit ihren goldenen Apfel und entzieht damit ihr und der Göttin langsam die Lebenskraft. Hyoga ruft die anderen vier Bronze Saints herbei, um Athena zu retten. Doch hat Eris sie erwartet und stellt ihnen fünf Phantomkrieger entgegen. Sie werden von den übermächtigen Gegnern zunächst geschlagen. Erst, als sie sich auf ihre Werte als heilige Krieger besinnen, können sie ihre Lebenskraft „Kosmo“ wecken und das Blatt wenden.

## Produktion und Veröffentlichung
Der Film entstand beim Studio Toei Animation. Regie führte Kōzō Morishita und das Drehbuch schrieb Yoshiyuki Suga. Die Musik komponierte Seiji Yokoyama und der Vorspann ist unterlegt mit dem Lied Pegasus Fantasy von Make-Up. Das Charakterdesign stammt von Michi Himeno und Shingo Araki, während die künstlerische Leitung bei Tadao Kubota lag. Für die Kameraführung war Toshio Shirai verantwortlich, für den Schnitt Yasuhiro Yoshikawa und die Animationsarbeiten leitete Shingo Araki. Die Geschichte ist mit den Charakteren der Manga- und Animeserie erzählt, aber von deren fortlaufender Handlung unabhängig.
Der Film kam am 18. Juli 1987 in den japanischen Kinos. Zunächst hieß der Film in Japan Saint Seiya, später auf DVD wurde der Film auf Saint Seiya: Jashin Erisuin umbenannt. In Deutschland kam der Film am 26. September 2005 bei Polyband auf DVD raus. Darüber hinaus entstanden Synchronfassungen in Französisch, Spanisch, Italienisch und Portugiesisch, die in den jeweiligen Ländern auch im Fernsehen gezeigt und später online oder auf Kaufmedien veröffentlicht wurden.
Am 5. Mai 2011 startete in Japan ein Musical zum Film. Das Musical wurde am 21. November 2011 auf DVD in Japan veröffentlicht, der Soundtrack erschien am 19. Oktober 2011.

## Synchronisation
Die deutsche Synchronfassung entstand bei Splendid Synchron GmbH nach einem Dialogbuch von Cay-Michael Wolf.
| Rollenname          | Japanischer Sprecher (Seiyū) | Deutscher Sprecher |
| ------------------- | ---------------------------- | ------------------ |
| Pegasus Seiya       | Tōru Furuya                  | Timmo Niesner      |
| Saori Kido / Athena | Keiko Han                    | Corinna Dorenkamp  |
| Dragon Shiryū       | Hirotaka Suzuoki             | Heiko Obermöller   |
| Cygnus Hyouga       | Kōichi Hashimoto             | Ozan Ünal          |
| Andromeda Shun      | Ryo Horikawa                 | Nicolás Artajo     |
| Phönix Ikki         | Hideyuki Hori                | Tobias Müller      |
| Eris                | Toshiko Fujita               | Tanja Schmitz      |
| Fräulein Eli        | Mayumi Shō                   | Vanessa Wunsch     |

## Rezeption
Da der Film vom gleichen Team wie die Serie produziert wurde, füge er sich nahtlos in die Welt des Animes ein, so die deutsche Zeitschrift AnimaniA. Die Hintergründe seien detaillierter ausgearbeitet als bei der Fernsehserie und der Soundtrack mit „rockigen bis hin zu getragenen, orchestralen Stücken“ trage zur stimmungsvollen wie mystischen Atmosphäre bei. Die Geschichte aber laufe nach Schema F ab, sei langatmig erzählt und dabei doch sehr kurz, weswegen sie oberflächlich und durchschaubar sei. Die Kämpfe seien blutig, aber „unterm Strich eher durchschnittlich spannend“. So sei der Film nur Fans des Franchise zu empfehlen. Zur deutschen Veröffentlichung sehe man dem Bildmaterial das Alter schon deutlich an. Die Synchronfassung sei aber auf gutem Niveau.